# Trynidad i Tobago na Zimowych Igrzyskach Olimpijskich 2002
Trynidad i Tobago na Zimowych Igrzyskach Olimpijskich 2002 reprezentowało 3 zawodników.

## Bobsleje

### Zawodnicy
- Gregory Sun, Errol Aguilera[1], Andrew McNeilly (37. miejsce)

### Sztab Szkoleniowy
- Earle Ashton - Kierownik drużyny
- Travis Bell, Patrick Kerzic - Trenerzy
- Monte Layton - fizykoterapeuta.